# 魔女の宅急便 (1989年の映画)
『魔女の宅急便』（まじょのたっきゅうびん、英題：Kiki's Delivery Service）は、1989年7月29日に公開されたスタジオジブリ制作の日本のアニメーション映画。角野栄子による同名の児童書を原作とし、スタジオジブリにおける宮崎駿監督の長編アニメーション映画としては初の他者の原作による作品である。主題歌に松任谷由実の楽曲が採用された。略称は「魔女宅」（まじょたく）。キャッチフレーズは「おちこんだりもしたけれど、私はげんきです。」。

## 制作の経緯

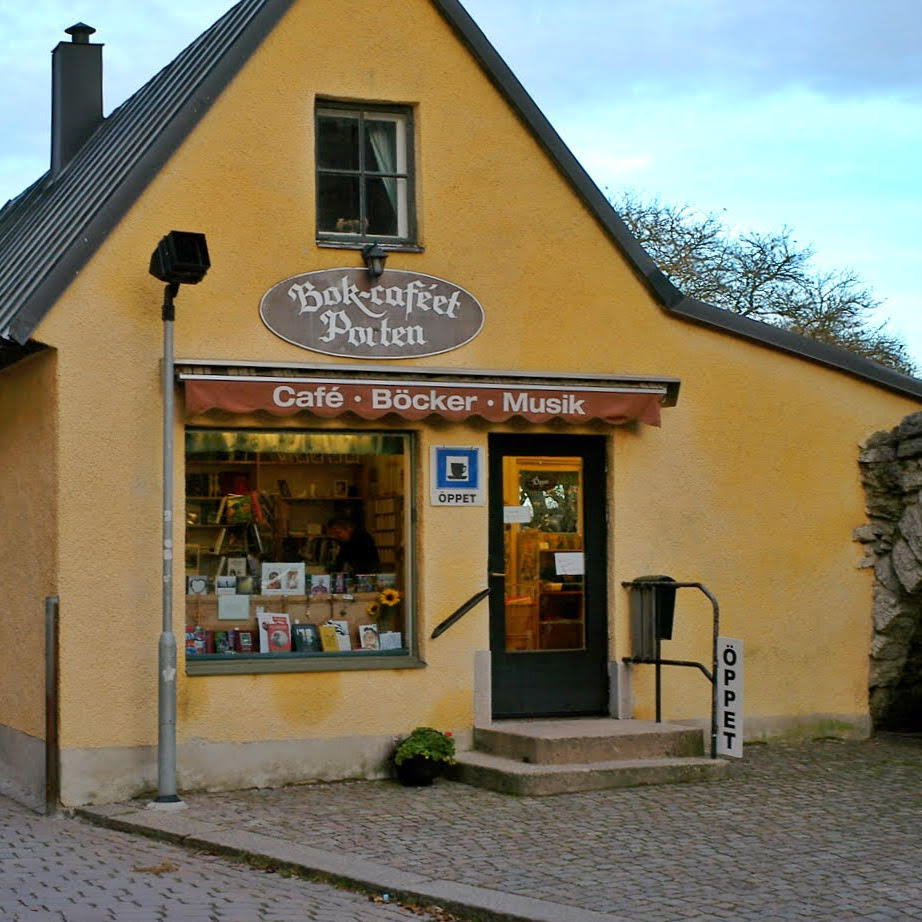
カフェ/パン屋さん Porten, ゴットランド島のヴィスビュー

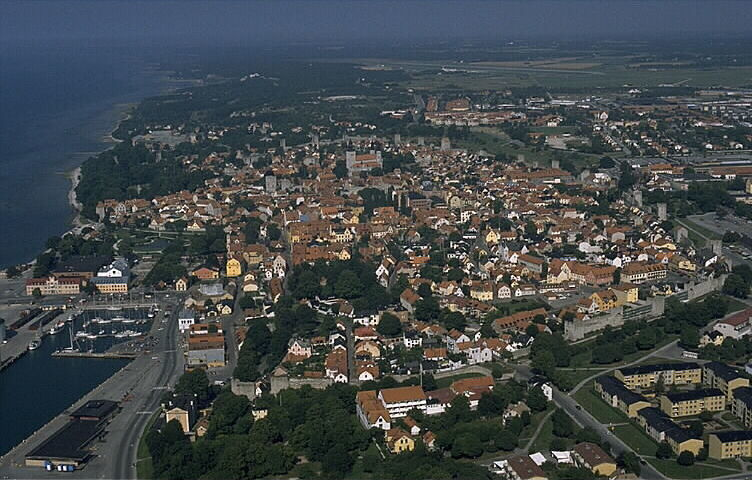
ヴィスビューの街並み

### 企画の開始
1985年（昭和60年）12月、映画プロダクション風土舎は角野栄子の児童文学『魔女の宅急便』の長編アニメーション化の企画を立ち上げた。
「宅急便」がヤマト運輸の登録商標であったことから、真っ先に同社にスポンサーを要請した。当初ヤマト運輸は難色を示したが、同社のトレードマークである黒猫が偶然にも物語に登場することから次第に前向きになり、スポンサーになることを了承した。
1987年（昭和62年）春ごろ、風土舎とヤマト運輸は電通を通じて徳間書店に協力を申し込み、本作はスタジオジブリで制作される事となった。更に東映配給部長の原田宗親を納得させる為に日本テレビも制作に加わる事となる。

### 若手からの監督交代
監督には当初、若手が起用される予定だった。風土舎は「監督またはプロデューサーに宮崎駿か高畑勲を」との意向を示したが、両名は各々『となりのトトロ』と『火垂るの墓』の制作を開始したばかりであったため、監督には有望な若手を起用して宮崎はプロデューサーに回ることとなった。
最初に声がかかったのは当時、東映動画に所属しており、後に『美少女戦士セーラームーン』『おジャ魔女どれみ』『ケロロ軍曹』などで知られるようになる佐藤順一であったが、諸事情により企画が具体的に動き出す前に離れることになった。
次に指名されたのは、学生時代に宮崎が監督した『名探偵ホームズ』の脚本を手掛けたことがきっかけでアニメ業界入りした片渕須直だった。約三十年後に『この世界の片隅に』で知られるようになる片渕も、当時は無名の新人であり、主要なスポンサーから「宮崎駿監督作品以外に出資するつもりはない」と申し渡されたことを受け、監督からは身を引いて作品には演出補として参加した。そしてプロデューサーだけでなく監督も宮崎が担当することとなった。

### メインスタッフ
作画のメインスタッフ陣にはキャラクターデザイン担当のチーフアニメーターに近藤勝也、補佐に大塚伸治を起用、美術監督は男鹿和雄の推薦で大野広司が起用される事となった。大野が所属していたスタジオ風雅の水谷利春社長もこのプロジェクトに賛同しすぐ大野の起用を決定した。
脚本は一色伸幸が担当していたが、書き上げたシナリオが作品の雰囲気にそぐわないとして『となりのトトロ』の作業を終えた宮崎がシナリオを書く事となり、一色は降板した。シナリオ完成後、宮崎は絵コンテ作業を開始。途中、近藤喜文も絵コンテ作業を手伝っていたが、作画状況の関係から作画監督に回る事となる。
本作での宮崎の役目はプロデューサー、脚本、絵コンテ、監督の4役で、『風の谷のナウシカ』、『天空の城ラピュタ』、『となりのトトロ』で行っていた作画チェックは行わず、その役は作画監督の近藤勝也、近藤喜文、大塚伸治が担当した。
長編アニメーション映画としては制作期間が短く、作画の困難な群集シーンが後半に多数挿入された為スタッフの負担は大きかった。さらに途中でセルが不良品であることが判明、片渕はハサミでセルからキャラクターだけ切り取る作業に追われたほか、仕上げチェック係の眼精疲労患者が続出した。

### ロケハン
原作をかなり自由に脚色し、背景にはスタッフがロケハンしたスウェーデンのストックホルム及びゴットランド島のヴィスビュー、宮崎自身が1988年（昭和63年）5月に個人的に旅行したアイルランド、その他サンフランシスコ、リスボン、パリ、ナポリなどの風景を織り交ぜて使っている。
街の名前は、劇場公開時のパンフレットによれば原作のまま「コリコ」の街とされている。この街では白黒テレビが普及している一方でボンネットバスや大きな飛行船が使われているなど、現代ではなく過去の時代を舞台にしているものとみられる（宮崎によれば「二度の大戦を経験しなかったヨーロッパ」という設定）。
ストックホルムとヴィスビューは宮崎がAプロダクション（シンエイ動画）時代の1971年（昭和46年）に幻の映画企画『長くつ下のピッピ』のロケハンで訪れた場所でもある。

### 最後の東映配給
当初70分ほどの中編を予定していた作品は製作が進むにつれ、100分を越える長編となった。スケジュールは押し、製作費は4億円に達した（ペイするには16億円以上の興行でなければならず、当時ジブリ最大のヒットは『となりのトトロ』の約12億円だった）。
本作を配給したのは、スタジオジブリ発足前から徳間書店の作品の配給を手掛けていた東映だが、東宝に配給させた前作の『火垂るの墓』と『となりのトトロ』の興行的失敗を理由にジブリ作品の配給の打ち切りを決定、本作は東映が配給する最後のジブリ作品となった。

### 日本テレビとの提携
実質的なプロデューサーであったアニメージュ副編集長（当時）の鈴木敏夫は、東映の原田宗親の「宮崎さんもそろそろ終わりだね。興行成績がどんどん下がってるじゃない」という厳しい言葉にショックを受け、TV放送のため『風の谷のナウシカ』を購入していた日本テレビに相談に赴いた。
そして同社の出資が決まると、「映画はヒットさせなくてはいけない」と考えた鈴木は、同局の各番組で本作を取り上げて宣伝してもらえるよう働きかけ、これをきっかけにスタジオジブリ作品に対する日本テレビの大々的なバックアップが始まった。
もし本作が失敗していれば、スタジオジブリはここで終了していた可能性もあったが、日本テレビの宣伝効果もあり、結果的に配給収入21億5000万円（2000年以降用いられるようになった興行収入に換算すると43億円）を記録するジブリ初のヒット作品となった。

## 作風
アニメ版では、原作に見られた童話ならではのファンタジー性は抑えられ、作中における魔法はあくまで「個人の持つ才能」という位置づけで描かれている。「田舎から都会へ上京してきた少女が才能を活かして独り立ちしていく」という点を強調して前面に押し出しており、その中で思春期を迎えた少女の感情の機微を描写していくという現実味ある作風となっている。
片渕須直は映画のターゲット層を児童ではなく、経済的に自立した20代の女性としている。
また、魔女そのものの位置づけについても変化しており、原作では魔女が人間と異なる異質な存在として位置づけられ、現実における魔女同様のネガティヴなイメージやそこに起因する社会からの偏見などの重い側面も取り上げられている一方、アニメ版では魔女の存在が特に異端視される事なく人間社会に同居している点が大きく異なる。
原作者の角野は映画化に際し、当初は唯一の注文として「キキが旅立つ時にキキの故郷の木に付けられていた鈴を鳴らす事」のみを求めていた。その後制作が進むに連れ内容が大きく変わる事に否定的になったが、宮崎と角野が数回対談し解決された。角野は「タイトルと名前」そして「世界を変えないで下さい」と伝えていたものの、「（映画は）お話の筋がちょっと違うのでびっくりしました。私はもう少しかわいいラブストーリーになるかと思ってたんです」と述べ、「映画を見てから原作を読む方がすごく多くて、それはそれで良かったと思います」と『週刊朝日』2019年7月19日号において振り返っている。

## 反響
本作では徳間書店の他にヤマト運輸、日本テレビが製作に参加。スポンサーが付き、テレビCMなど広告宣伝面にも力が入れられた結果、興行収入43億円を記録する大ヒットとなり、それまで1978年（昭和53年）公開の『さらば宇宙戦艦ヤマト 愛の戦士たち』が保持していたアニメーション映画の歴代興行収入記録を更新した。また、その年の邦画興行収入第1位となった。
本作以降日本テレビはジブリの劇場公開作品の制作に参加し、ジブリ作品は同局の『金曜ロードショー』で独占放送する権利を獲得している。

## あらすじ
のどかな田舎町に住むキキは魔女の血を受け継ぐ13歳の女の子。『魔女として生きる事を決意した少女は13歳の満月の夜に旅立ち、よその町で1年間の修行をしなければならない』という古くからのしきたりに従い、黒猫のジジと共に旅立つ。
夜通しの旅の末、海に囲まれた美しいコリコの街を見かけたキキは定住を決めてさっそく街へ向かう。驚きの目で彼女の飛ぶ姿を見上げる街の人々に笑顔を見せるキキだが、田舎にはない二階建てバスと接触事故を起こしかけ、慌てて街の片隅に逃れ降り立つ。居合わせた街の人々に明るい笑顔で自己紹介とともに挨拶するキキであったが、魔女の風習が残る田舎の故郷と違い、大都会の人々のよそよそしい態度に戸惑う。
直後、バスにぶつかりそうになったところを目撃して駆けつけてきた警官に職務質問されるが、地元の少年トンボが機転を利かせて助ける。トンボはキキに興味を示して話しかけてくるが、なれなれしい彼の態度に腹を立てたキキはさっさとその場を飛び去ってしまう。
泊まる当てもなく街をさまよう中、「グーチョキパン店」というパン屋のそばを通りかかったキキは、店のおかみであるおソノに代わって忘れ物を客に届けた事から気に入られ、彼女の厚意で店の2階にある空き家に居候することになる。やがてキキは自分の魔法を活かして宅配業『魔女の宅急便』を開業するとともに、この街への定住を改めて決心する。
翌日、キキはパン屋のお得意さんのマキから、甥のケットへの誕生日プレゼントとして鳥籠に入った黒猫のぬいぐるみの配達を依頼される。張り切って初仕事に臨んだキキだったが、飛行中に突風にあおられてぬいぐるみを森に落としてしまう。卵を狙われたと勘違いした烏たちに阻まれて捜しに降りることもできない。思案の末、約束の時間に間に合わせるためにキキはぬいぐるみにそっくりなジジを籠に入れて予定どおり配達し、森に戻りぬいぐるみを歩いて捜す。
ぬいぐるみは森の中で暮らす絵描きのウルスラに拾われていたものの、カラスにつつかれて首が破けており途方に暮れてしまう。するとウルスラは、キキがアトリエの掃除と次回来た時に絵のモデルを引き受ける代わりにぬいぐるみを修繕する交換条件を持ちかけ、やり遂げたキキは急いで配達先に向かい、無事にジジを救い出す。
ある日、パン屋で店番をしていたキキの元へトンボがやって来る。依然としてトンボを快く思っていないキキに、彼は自分の所属する飛行クラブのパーティーへの招待状を手渡し、それと同時に二つの配達の仕事を終えた時間に迎えに行くと伝えて帰っていく。キキはパーティーに行くため一つ目の仕事を急いでこなし、二つ目の仕事の依頼先へ急ぐキキだが、依頼人の老婦人はオーブンの調子が悪いために孫娘に届ける料理ができていないのだと告げ、キャンセルするが料金は支払うという。
キキは老婦人の孫娘への想いを叶えるため、彼女を手伝ってなんとか料理を完成させ、急な大雨にびしょ濡れになりながらも届け先へと向かうが、料理を受け取った孫娘の冷たい態度に衝撃を受け、パーティーに行く気力を無くしてしまい、ギリギリまで店先でキキを待っていたトンボに目もくれず、身体が濡れたまま部屋で眠り風邪をひいてしまう。
キキの体調が回復した日の事。おソノから『コポリ』という人への届け物を頼まれ、歩いて指定された住所に行くとそこにトンボがいる。実は『コポリ』というのはトンボの本名であり、届け物の頼み事は二人が仲良くなれるようにというおソノの計らいによるものだった。キキはそれまでの態度と打って変わってパーティーに間に合わなかった事を素直に謝罪し、トンボも彼女の仕事の苦労をねぎらう。
トンボは飛行クラブのメンバーと共に制作中の人力飛行機の機関部（自転車に大きなプロペラを付けた物）をキキに見せ、練習を兼ねてこれに乗り海岸に停泊中の飛行船を見に行こうと誘う。二人乗りで海へと向かうが、その途中、あわや車と正面衝突しかける。自転車が突然宙に浮き二人は助かるが、そのままガードレールを飛び越え、直後に海岸へ落下してしまう。自転車は大破するも二人は無事だった。二人は笑い合い、打ち解けた様子で海岸で語り合う。
そこへ、トンボの友人らしき女の子達がやって来るが、その様子を見て急に機嫌を損ねたキキは、引き留めるトンボを振り切って帰ってしまい、自分の振る舞いに対する自己嫌悪に落ち込む。
それからほどなくして、キキはジジの言葉が分からなくなっている事に気づく。自分の身に何かが起きていることを察して慌てて箒で飛ぼうしても思うように飛べず、魔法の力が弱まった事を認識して愕然とする。更に、斜面で飛ぶ練習をしている時に落下した弾みで大事な母親の箒を折ってしまう。魔女である自分にとっての唯一の取り柄であった空を飛ぶ力を失い、宅配の仕事もできなくなってしまったキキは、深い失意と傷心に落ち込む。
翌日そんなキキの元に突然ウルスラが訪ねてくる。キキからスランプで仕事ができなくなった事を打ち明けられたウルスラは、気晴らしも兼ねてキキを自宅に招く。森の小屋で二人は語り合い、キキは彼女の言葉に励まされる。
翌日、森の小屋から帰ったキキは、老婦人の家へ招れる。雨の日の苦労をさりげない気づかいで労ってくれた老婦人の温かさに励まされ、キキは明るい笑顔で笑い合う。その時、家政婦のバーサが見ていたテレビに、海岸の飛行船が突風にあおられて暴走を始めた様子が映る。飛行船のロープにはトンボがしがみついていて、高空にさらわれてしまっていた。
今にも落下しそうなトンボを助けようと無我夢中で現場へ向かったキキは、たまたま近くにいた掃除夫のデッキブラシを借り受け、必死の思いで魔法の力を奮い起こして大空へと飛び出した。慣れないデッキブラシの飛行に振り回されつつも、キキは群衆の声援を受けながら間一髪の所でトンボを救出することに成功する。
こうしてキキは再び魔法の力を取り戻して、街の人たちともすっかり打ち解け、デッキブラシで空を飛び回りながら宅配業に精を出すのだった。
実家に宛てた手紙を読み上げるキキのモノローグで物語は幕を閉じる。

## 登場人物
キキ
本作の主人公。13歳。魔女のしきたりである独り立ちの日を迎えた活発な少女。母の特技である薬作りの魔法に興味を示さなかった為、飛ぶ事だけが魔女としての唯一のとりえ。黒いワンピースと赤いリボンがトレードマーク。居候先となったおソノの店で空飛ぶ魔法を活かした宅配業「魔女の宅急便」を開業し、様々な経験を通じて成長していく。
明るく前向きな性格。魔女ではあるが、都会にあこがれたり、街をゆく女の子のおしゃれな格好が気になったり、トンボからパーティに招待された時は、今着ている黒い服一着しか持っていない事を気にしたりと、素顔はごく普通の少女である。
キキのモデルとして宮崎がヒントを得たのは、当時ちょうど13歳だった鈴木の娘とされている。また、キキの髪型については当初原作のイメージを重視しロングヘアーであったが、作画が難しいという事で様々な髪型が試され、最終的にはショートヘアーとなった（初期イメージボード等では髪を2つに分けていたり、三つ編み等もあった他、金髪もあった）。
後年のスタジオジブリ作品『平成狸合戦ぽんぽこ』の妖怪大作戦のシーンでは大量のジブリキャラが出演しており、箒に乗って空を飛ぶキキが一瞬映る。
ジジ
キキの相棒のオスの黒猫。年齢はキキと同じく13歳。一人称は「ぼく」で少し生意気な性格。会話ができる猫という訳ではなく、キキが魔法の力でジジと会話をしている。猫だけあり、犬が苦手。
原作では魔女の家に女の子が生まれると同じ月日に生まれた猫を探し、大切なパートナーとして共に育てるという風習があると語られている。
映画版では後半からキキとの会話ができなくなる（原作では最後まで可能）。映画版終盤では、鳴き声で話しかけるジジにキキが微笑で返す描写がされているが、明確に会話ができるようになったのかどうかははっきりしていない。後に監督いわく、「（キキの）魔法は更に深くなったんですよ。何か得るものがあるなら失くすものがあるんだよ。いつまでも猫と話してんじゃねぇ、って」と説明している。
コキリ
キキの住む町に暮らす魔女で彼女の母親。娘を心配しており娘が旅立った時には泣いていた。「空を飛ぶ魔法」と「薬草から薬を作る魔法」を受け継いでおり、町の薬剤師として働く事で魔女の伝統を守ってきた。 彼女もまた魔女の伝統に従い、他の町からやって来た魔女であり、彼女の若かりし頃を知っている住人もいる。キキが旅立つ時に、キキが作った新しい小さな箒と自分が使っていた古い大きな箒を交換させた。黒に近い濃い青の服を着て、同じ色のスカーフを頭につけ、赤いイヤリングを付けている。
魔女としての力は優れているものの、使える魔法は上記の2つのみ。これは時代と共に扱える魔法の数が減っているせいであり、キキの代になって更に1つ魔法が減ってしまう事を嘆いている。娘との会話に気を取られて、試験管で調合していた薬を爆発させてしまったりもしている。その後、薬の調合をやり直してドーラに渡した。また、エンディングでもキキから手紙が届いたと夫が言った時に、手紙が気になり調合していた薬を爆発させてしまう。
劇中で名前を呼ばれるシーンは無く、自宅前の案内に「魔女にご用の方は ベルを鳴らしてください コキリ」と書かれているのみ。
オキノ
キキの父親。普通の人間。愛娘であるキキを優しく送り出す。
原作では魔女や妖精の研究をする民俗学者で、映画版では明言されていないが、イメージアルバムのブックレットでも原作同様の肩書を持つ事が明記されている。「オキノ」は名字ではなく、名前である。
トンボ / コポリ
空にあこがれ、飛行クラブに所属する丸メガネの少年。「トンボ」は愛称で、本名はコポリ。明るく愛きょうのある性格で、男女問わず街中にたくさんの友達がいる。基本は能天気で後述のキキに煙たがられた時も全然気にしていなかった。
キキが空を飛ぶ姿を偶然見かけ興味深げに声をかけるものの、なれなれしい態度から最初はキキに煙たがられていたが、徐々に親しくなる。
彼の所属する飛行クラブは人力飛行機作りを研究しており、夏休み中に完成させる予定であり、エンディングでは休みの間に完成した人力飛行機でキキと共に飛行している。
終盤で強風にあおられた飛行船を地上につなぎとめるロープを引っ張る作業に加わっていたものの、そのまま空中へとさらわれてしまい、ロープから手を放して落下した所をキキに助けられた。エンディングでキキの住む部屋の道路側の窓の上の外壁に、デッキブラシに乗るキキの金属製の看板を取り付けた。
先輩魔女
キキが魔女として故郷を旅立った日の夜に会った魔女。額を見せた茶髪のツインテールに濃い紫の服を着用し、金のハートのイヤリングを付けている。ジジに似た黒猫を連れている。占いが得意で、赤い風車がある小さな町で占いをしながら暮らしている。近頃は恋占いもやっている。間もなく修業が明けて故郷に帰る日が近い事をキキに話す。
話しかけてきたキキに対し、最初はお高く留まったような雰囲気や態度で返してきた為、一見嫌みな感じに見えるが性格そのものは気さくで、先輩としてキキを激励し笑顔で別れていった。
おソノ
キキの居候先のパン屋「グーチョキパン店」のおかみさん。
親切で優しい人柄の持ち主。店の前を通りかかったキキに客の忘れ物を届けてもらった事で彼女を気に入り、電話番と店番を請け負う事を条件に「部屋代・電話代なし、朝ごはん付き」という破格の待遇で、パン屋の納屋の二階の空き部屋を下宿先として提供した。身重の身でおなかが大きく、キキの救出劇をテレビで見ていた興奮で産気づいた末、エンディングで無事に出産している。
映画の製作当時、スタッフの中で「歳の割にはしっかりしているから、昔は色々あったに違いない。もしかしたら暴走族だったのでは?」という話があり、映画のパンフレット等のおソノの紹介欄に「青春時代、それなりにツッパった経験を持つ」などと書かれたものがある。キキに対して当初から理解を示す数少ない人物の内の一人であると共に、コリコの街におけるキキの最大の理解者でもある。
亭主
無口なパン職人。一見不愛想だが、パン作りを見ているジジに、軽やかにトレイを取り出して得意げに目線を送ったり、ウィンクしたりとお茶目な部分もある他、妻同様優しく親切な人柄で、キキの為にパンで宅配便の看板を作り、ショーウィンドーの中に飾ってくれた。原作に名前はあるが、劇中では名前を呼ばれない。そもそも、原作では「フクオ」という名前が明かされたのは4巻であるため原作となった第1巻ではまだ名前がなく、資料や絵コンテでも「亭主」と呼ばれる。
劇中の声の出演は極端に少なく、息遣いや呼び掛けの時に発する程度。
ウルスラ
森の中の小屋で絵を描く事に没頭する画家の少女。18歳。宅配中に落としてしまったキキの荷物を見つけた事がきっかけで知り合い、仲良くなった。
後半でキキと再会し、魔法が弱まって落ち込んでいた彼女を息抜きも兼ねて自身の小屋に招き、創作活動の中で悩みを抱いた経験を通じて助言を送った。
「ウルスラ」という名前は公式設定であるが、劇中では1度も名前で呼ばれておらず、エンディングテロップにおいても（他のキャラクターを含めて）声優名のみでキャラクター名が一切併記されていない為、劇中で彼女の名前を特定できるシーンは一切存在しない。
ストーリー展開の基となった原作第1巻の序盤のエピソードで登場するキャラクターが原型となっているが、そちらでは「絵描きさん」と呼ばれるだけで本名自体が出てこず、登場もそのエピソード限りである。
ウルスラの描く巨大な油絵として、青森県の八戸市立湊中学校養護学級の共同作品『虹の上をとぶ船 総集編II 星空をペガサスと牛が飛んでいく』が一部加筆の上使われている。
ドーラ
キキの母コキリにリウマチに効く魔法の薬を作ってもらっている老女（#声の出演も参照）。コキリとは彼女が魔女として町にやって来た時からの顔なじみである。
マキ
パン屋の近所に住んでいるファッションデザイナーで、白猫リリーの飼い主。キキにとって初めての仕事の客となる女性。ジジにそっくりなぬいぐるみの入った鳥かごを甥に届ける依頼をする。
リリー
マキが飼っているメスの白猫。当初ジジは気取っているという理由で嫌っていたが次第に仲良くなり、エンディングではジジとの間に4匹の子猫（その内3匹はリリー似で1匹はジジ似）をもうけた。
ケット
マキの甥。下記のジェフの他、ピッチィというカナリアも飼っている。失くしたぬいぐるみの身代わりになったジジを乱暴に扱っていた為、キキを冷や冷やさせた。
ジェフ
ケットの家で飼われている大型のオスの老犬。ぬいぐるみの振りをしていたジジに気づいて寄り添って見守り、救出の手助けもしてくれた。本名はジェファーソン。
老婦人
青い屋根の家に住んでいる老年の婦人。キキに孫娘あてにニシンとカボチャのパイを届けて欲しいと依頼する。飛べなくなって落ち込んでいたキキを励ます為にチョコレートケーキを焼き、「キキという人に届けて欲しい」という遠まわしな言い方でプレゼントするなど心優しい人物。
バーサ
老婦人に仕えている使用人の老婆。ひいお婆さんから魔女について聞かされていた事がある。キキから預かった箒にこっそり乗ろうとするなどお茶目な一面を見せる。冒険が大好きだが電気は嫌い。
孫娘
老婦人の孫娘。トンボの女友達の一人。現代っ子らしい外見をしていてやや冷たい態度が目立ち、豪雨の中を苦労して宅配して来たキキの前で祖母のパイにケチをつけるような物言いをし、扉を無造作に閉めるという態度でキキを落ち込ませてしまった。
その後、海岸でトンボとキキが話している所を見てキキが宅配便の仕事をしている事を仲間に伝えた他、飛行船の墜落現場に居合わせ、仲間と共に声援を送っている。
時計塔の老人
コリコの時計塔の番人をしている老年男性。コリコを訪れたキキと最初に会話した人物。当初からキキに理解のある数少ない人物の内の1人で、今のコリコの街に魔女がいない事を教え、キキはコリコに住む事を決める。終盤では飛行船の衝突を顧みず時計塔に留まってトンボを助けようとした。
キキが街にやって来て、質問した際には「今時魔女とは珍しい」「最近は（魔女は）とんと見かけんな」と返していた事から、コリコの街にもかつて魔女が訪れた事があるらしい事、その事を知っているらしい事を示唆している。
警官
街に不慣れで交通事故を起こしかけたキキに職務質問をしようとするが、トンボが泥棒に襲われた振りをしたのに気を取られて立ち去った。
物語終了後にキキと親しくなったらしく、エンディングで通る道すがらにキキに笑顔で手を振っている。
掃除夫
物語の終盤に登場する中年男性。ヒゲを生やしている。トンボを助けたいが、箒が折れた上に新しい箒を持っていないキキにデッキブラシを貸した。その後、テレビでキキの活躍を見て、自分がブラシを貸した事をみんなに自慢した。
女の子
エンディングに登場。頭に赤いリボンを付け黒いスカートを着てキキに似た格好をしており、小さいデッキブラシを持っていた。

## 声の出演
キキとウルスラの主役級の2人を当時声優3年目の高山みなみが1人で担当している。高山は元々ウルスラ役のオーディションに参加していたが、難航していたキキのオーディションにもその後参加しキキ役として合格、その後宮崎駿監督たっての希望でウルスラも担当することとなった。
英語版は2種類存在する。日本版DVDには日本語オリジナル音声とディズニー版音声が収録されている。
なお、ディズニー版でキキを演じたキルスティン・ダンストの幼少時のあだ名も偶然ながら同じキキであった。
| キャラクター                 | 日本語版          | 英語版（ディズニー版） | 英語版（ストリームライン版）   |
| ---------------------------- | ----------------- | ---------------------- | ------------------------------ |
| キキ                         | 高山みなみ        | キルスティン・ダンスト | リサ・マイケルソン             |
| ウルスラ                     | 高山みなみ        | ジャニーン・ガラファロ | ヨランダ・マテオス             |
| ジジ                         | 佐久間レイ        | フィル・ハートマン     | ケリガン・メイハン             |
| おソノ                       | 戸田恵子          | トレス・マクニール     | アレクサンドラ・ケンウォーシー |
| トンボ / コポリ              | 山口勝平          | マシュー・ローレンス   | エディ・フライアーソン         |
| コキリ                       | 信沢三恵子        | キャス・スーシー       | バーバラ・グッドソン           |
| 老婦人                       | 加藤治子          | デビー・レイノルズ     | メラニー・マックィーン         |
| バーサ                       | 関弘子            | エディ・マックラーグ   | エディ・マーマン               |
| オキノ                       | 三浦浩一          | ジェフ・ベネット       | ジョン・ダントナ               |
| フクオ                       | 山寺宏一          | ?                      | グレゴリー・スニーゴフ         |
| 警官                         | 山寺宏一          | マット・K・ミラー      | スティーブ・クレイマー         |
| アナウンサー                 | 山寺宏一          | コーリー・バートン     | カール・メイセック             |
| マキ                         | 井上喜久子        | ?                      |                                |
| ケット                       | 渕崎ゆり子        | パメラ・シーガル       | ララ・コーディー               |
| ケットの母                   | 土井美加          | ジュリア・フレッチャー | ダイアナ・ミッシェル           |
| ケットの父                   | 土師孝也          | ?                      | ?                              |
| ケットの祖母                 | 浅井淑子          | ジュリア・フレッチャー | マイク・レイノルズ             |
| ドーラ                       | 斉藤昌            | ?                      | ダイアン・ミッチェル           |
| 時計塔の番人                 | 西村知道          | ?                      | グレゴリー・スニーゴフ         |
| 先輩魔女                     | 小林優子          | デビ・デリーベリー     | ウェンディー・リー             |
| トラックの運転手             | 池水通洋          | ?                      | ?                              |
| ホテルのフロント係           | 辻親八            | マット・K・ミラー      | ダグ・ストーン                 |
| 飛行船『自由の冒険号』の船長 | 大塚明夫          | ジョン・ホステッター   | デイヴ・マロウ                 |
| 赤ん坊                       | 坂本千夏          | ?                      | ?                              |
| 掃除夫                       | 田口昂            | ?                      | スティーブ・クレイマー         |
| 老婦人の孫娘                 | 鍵本景子          | ジュリー・リン         | ウェンディー・リー             |
| パイを届けられる少女の仲間   | 津賀有子 亀井芳子 | ?                      | ?                              |
| 女性                         | 丸山裕子          | ?                      | メラニー・マックイーン         |
| 少年                         | 丸山裕子          | ?                      | ?                              |

## スタッフ

### 映像制作
| 製作                         | 製作                         | 徳間康快 |
| 企画                         | 企画                         | 瀬藤祝 |
| 原作                         | 文                           | 角野栄子 |
| 原作                         | 画                           | 林明子 |
| シンボルマーク               |                              | 林明子 |
| 絵コンテ                     | 絵コンテ                     | 宮崎駿、近藤喜文 |
| 演出補佐                     | 演出補佐                     | 片渕須直 |
| キャラクターデザイン         | キャラクターデザイン         | 近藤勝也 |
| 作画監督                     | 作画監督                     | 大塚伸治、近藤勝也、近藤喜文 |
| 原画                         | 原画                         | 金田伊功、二木真希子、篠原征子、遠藤正明、河口俊夫、大谷敦子、賀川愛、福島敦子、井上俊之、森友典子、森本晃司、佐藤好春、保田夏代、杉野左秩子、わたなべひろし、山川浩臣 羽根章悦、浦谷千恵、関野昌弘、新留俊哉、長谷川明子、近藤喜文 |
| 動画チェック                 | 動画チェック                 | 立木康子、舘野仁美 |
| 動画                         | 動画                         | 椎名律子、尾崎和孝、手島晶子、牧孝雄、松井理和子、大谷久美子、渡辺恵子、平田英一郎、竹縄尚子、山口明子、佐藤伸子、柴田志朗、細井信宏、岡部和美、山縣亜紀、森田宏幸 タカハシプロダクション 坂野方子、手塚寛子、松島明子 動画工房 成田達司、神戸洋行、福土多鶴子、河内由美、浜森理宏、真庭秀明、野村暁彦 中村プロダクション 由名部節也、田口広一 アニメトロトロ 山浦由加里、石井明子、伊藤広治 スタジオ雲雀 小沼克介、高橋任治、渡辺明夫 オープロダクション 池畠博基、斉藤百合子、結城明宏 カボチャ村 原佳寿美、川橋良江、神原よし美 グループどんぐり 安達晶彦、渋谷政行、石割悦子、真野鈴子 スタジオムーク 福井一夫、中込輪、大下久馬、風戸聡 フィルムマジック 広江克己 スタジオコクピット 大村まゆみ メルヘン社 古賀誠 スタジオディーン 須和田啓一 東誠子、永井恵子、鍵山仁志、高野亜子、西戸スミエ、藤村理枝、槇田喜代子、岩柳恵美子、伊藤優、鈴木亮、遠藤ゆか、飯沼卓也、須藤百合枝、新屋真智子、林良恵、宮崎なぎさ 青山祐子、伊月一郎 |
| 美術監督                     | 美術監督                     | 大野広司 |
| 背景                         | 背景                         | 男鹿和雄、黒田聡、木下和宏、太田清美、長縄恭子、長嶋陽子 スタジオ風雅 水谷利春、神山健治、工藤美幸、大野久美子 アトリエブーカ 金子英俊 メカマン 徳重賢 海老沢一男、伊藤豊、菅野紀代子、松浦裕子、千葉みどり、池畑祐治、男鹿美由紀 |
| 特殊効果                     | 特殊効果                     | 谷藤薫児 |
| ハーモニー処理               | ハーモニー処理               | 高屋法子 |
| 挿入絵                       | 画                           | 「虹の上をとぶ船」 八戸市立湊中学校養護学級共同作品より |
| 挿入絵                       | スチール                     | 落合淳一 |
| 色彩設計                     | 色彩設計                     | 保田道世 |
| 色指定                       | 色指定                       | 片山由里子 |
| 仕上検査                     | 仕上検査                     | 古谷由実、小川典子、立山照代、久田由紀、木村郁代 |
| 仕上                         | 仕上                         | IMスタジオ 伊勢田美千代、青沼麗子、柴田美知子、佐藤英子、福間栄子、谷田陽子、小沼真理子、深谷るみ、堀切栄子、中埜三恵子、平沼和枝、田島ゆかり スタジオ・キリー 岩切紀親、高橋直美、渡辺信子、久保田瀧子、町井春美、田原とし子、渡部真由美、浅井美恵子、工藤百合子、岡美代子、小林和美、大崎律子 トレーススタジオM 伊藤二三子、谷藤美加、近江妙子、牟田努、西牧道子、西坂麻宰巳、横山由香里、前野泉 龍プロダクション 吉田玲子、菅原みどり 童夢社 大町智恵子、菅沼満寿子 スタジオOZ 豊永幸美、吉川潤子、高砂芳子 |
| 仕上協力                     | 仕上協力                     | スタジオファンタジア トイハウス 京都アニメーション |
| 撮影監督                     | 撮影監督                     | 杉村重郎 |
| 撮影                         | 撮影                         | スタジオぎゃろっぷ 清水泰宏、小堤勝哉、風村久生、赤沢賢二、小林徹、羽山泰功、西山城作、荒川智志、枝光弘明、田村洋 |
| 技術協力                     | 技術協力                     | 太陽色彩、スタック |
| 音響制作                     | 音響制作                     | オムニバスプロモーション |
| 音響監督                     | 音響監督                     | 浅梨なおこ |
| 整音                         | 整音                         | 井上秀司 |
| 音響効果制作                 | 音響効果制作                 | E&Mプランニングセンター |
| 音響効果                     | 音響効果                     | 佐藤一俊 |
| 音響効果助手                 | 音響効果助手                 | 小野弘典、小林範雄 |
| 台詞編集                     | 台詞編集                     | 山田富二男 |
| 録音スタジオ                 | 録音スタジオ                 | 東京テレビセンター |
| 録音協力                     | 録音協力                     | 玉麻尚一 テレスクリーン |
| キャスティング協力           | キャスティング協力           | 江崎プロダクション |
| タイトル                     | タイトル                     | 真野薫、道川昭 |
| 編集                         | 編集                         | 瀬山武司 |
| 編集助手                     | 編集助手                     | 足立浩 |
| 制作担当                     | 制作担当                     | 田中栄子 |
| 制作デスク                   | 制作デスク                   | 川端俊之、木原浩勝 |
| 制作進行                     | 制作進行                     | 逸見俊隆、西桐共昭、北沢有司、伊藤裕之 |
| プロデューサー補佐           | プロデューサー補佐           | 鈴木敏夫 |
| コーディネイト・プロデュース | コーディネイト・プロデュース | 梅村葉子 |
| 現像                         | 現像                         | 東映化学 |
| DOLBY STEREO技術協力         | DOLBY STEREO技術協力         | 極東コンチネンタル株式会社 森幹生 |
| 制作                         | 制作                         | スタジオジブリ |
| エグゼクティブプロデューサー | エグゼクティブプロデューサー | 原徹 |
| プロデューサー 脚本 監督     | プロデューサー 脚本 監督     | 宮崎駿 |

### 製作委員会
| 総指揮             | 徳間康快 |
| 代表               | 都築幹彦、高木盛久 |
| 代表委員           | 山下辰巳、宮内宏二 |
| 推進委員           | 加藤博之、有富慶二、漆戸靖治、間部耕苹                                                                                          |
| プロデューサー     | 横尾道男、武井英彦 |
| 実行委員           | 徳間書店 小金井道宏、金子彰、三浦厚志、坪池義雄 ヤマト運輸 太田明二、東條弘、北之口好文 日本テレビ 務台猛雄、横山宗喜、奥田誠治 |
| 企画協力           | アニメージュ編集部 尾形英夫、鈴木敏夫 グループ風土舎                                                                            |
| 宣伝プロデューサー | 徳山雅也 |
| 宣伝顧問           | 原田宗親 |
| キャッチコピー     | 糸井重里 |
| 宣伝協力           | 電通 |
| 配給               | 東映 |

### 英語版スタッフ
- ストリームライン版
  - 演出・台本 - グレッグ・スネゴフ
  - 制作 - ストリームライン・ピクチャーズ
- ディズニー版
  - 演出・キャスティング - ジャック・フレッチャー
  - 製作・配給 - ブエナ・ビスタ・ホーム・エンターテイメント

## 音楽
音楽担当は4作連続で久石譲だがこの頃久石は自身のアルバム制作とスケジュールが重なり、音楽打ち合わせから演奏録音までが公開間際になるという状態だった上、宮崎駿もスケジュールの都合から余裕がなくなってしまう。その為、高畑勲が演出を受け持ってその場をしのいだのである。
主題歌にはユーミンこと荒井由実が歌う既存の楽曲「ルージュの伝言」（オープニング、アルバム『COBALT HOUR』に収録）と「やさしさに包まれたなら」（エンディング）が採用され、映画公開当時リバイバルヒットとなった。主題歌を決定する際、プロデューサーを務める鈴木敏夫が会議直前に行った松任谷由実のコンサートに触発を受け、書き下ろし曲ということで監督の宮崎駿に提案した。もともと宮崎は若い頃にユーミンの楽曲を聴いていたため、それがこの時の採用につながった、と鈴木は発言している。徳間ジャパンコミュニケーションズの音楽プロデューサー神井裕行が松任谷由実主題歌、夫の松任谷正隆BGMで音楽制作に臨もうとしたが松任谷夫婦はあまりアニメーションの音楽に乗り気ではなくまた松任谷正隆が宮崎駿監督作品の映画音楽は荷が重すぎるということで断りを入れてきた。が荒井由実時代の楽曲は原盤権、出版権がかつてのアルファミュージックにあったことで権利を持っていた大橋けい(アルファミュージック元社長で作曲家の村井邦彦の元妻)に話をつなげ苦肉の策で映画主題歌に使用することに許諾をもらった。(のちこの映画のヒットと共に主題歌のヒットにより松任谷由実は宮崎アニメに楽曲を使用することを許諾を出すことになるが書き下ろし作品はない)
なお、「やさしさに包まれたなら」はシングルとアルバムでアレンジが異なり本作で使用されたバージョンはセカンドアルバム『MISSLIM』、40周年記念ベストアルバム『日本の恋と、ユーミンと。』等に収録されている。
また、当時としてはアニメーション映画のサントラ盤としては40万枚以上のセールスを記録しオリコンチャートの第2位につけた。カセット、CDや関連商品を合わせると100万セット近くのセールスを上げている。
英語版の主題歌は別の英語の歌に差し替えられたが、2010年発売のDVDでは松任谷の歌に戻された。

### オープニングテーマ
「ルージュの伝言」
作詞・作曲 - 荒井由実 / 編曲 - 松任谷正隆 / 歌 - 荒井由実（アルファレコード）（映画公開時）

### エンディングテーマ
「やさしさに包まれたなら」
作詞・作曲 - 荒井由実 / 編曲 - 松任谷正隆 / 歌 - 荒井由実（アルファレコード）（映画公開時）

### スタッフ
| 作曲             | 作曲                        | 久石譲（イメージアルバム、サウンドトラック、ハイテックシリーズ） |
| 編曲             | 編曲                        | 加藤道明（ハイテックシリーズ）                                   |
| 演出 選曲        | 演出 選曲                   | 高畑勲                                                           |
| プロデューサー   | プロデューサー              | 神井裕行（ハイテックシリーズ）                                   |
| コーディネーター | コーディネーター            | 渡辺隆史                                                         |
| エンジニア       | マスタリング レコーディング | 大川正義（サウンドトラック） 池田聡（ハイテックシリーズ）        |
| エンジニア       | アシスタント                | 浜田純伸                                                         |
| 収録スタジオ     | 収録スタジオ                | ワンダーステーション、日活スタジオセンター                       |
| CD制作           | CD制作                      | 徳間ジャパンコミュニケーションズ                                 |
| マネージメント   | マネージメント              | ワンダーシティ                                                   |

### イメージアルバム
1989年4月10日にCD（32ATC-180）とカセットテープ（25AGC-2064）が徳間ジャパンコミュニケーションズから発売され、1996年11月21日（TKCA-71030）と2004年9月29日（TKCA-72741）にCDが2020年3月11日にLP（TJJA-10020）が再発された。
| 全作曲・編曲: 久石譲。 |                      |       |            |      |
| #                      | タイトル             | 作詞  | 作曲・編曲 | 時間 |
| 1.                     | 「かあさんのホウキ」 |       | 久石譲     | 4:31 |
| 2.                     | 「ナンパ通り」       |       | 久石譲     | 3:20 |
| 3.                     | 「町の夜」           |       | 久石譲     | 3:57 |
| 4.                     | 「元気になれそう」   |       | 久石譲     | 2:42 |
| 5.                     | 「渚のデイト」       |       | 久石譲     | 3:01 |
| 6.                     | 「風の丘」           |       | 久石譲     | 3:35 |
| 7.                     | 「トンボさん」       |       | 久石譲     | 2:39 |
| 8.                     | 「リリーとジジ」     |       | 久石譲     | 2:47 |
| 9.                     | 「世界って広いわ」   |       | 久石譲     | 3:35 |
| 10.                    | 「パン屋さんの窓」   |       | 久石譲     | 5:12 |
| 11.                    | 「突風」             |       | 久石譲     | 4:16 |
| 12.                    | 「木洩れ陽の路地」   |       | 久石譲     | 4:04 |
| 合計時間:              | 合計時間:            | 43:39 |            |      |

### サウンドトラック
1989年8月10日（25AGC-2067）にカセットテープが同年8月25日にCD（32ATC-184）LPと（35AGL-3067）が徳間ジャパンコミュニケーションズから発売され、1996年11月21日（TKCA-71031）と2004年9月29日（TKCA-72742）にCDが2020年3月11日にLP（TJJA-10021）が再発された。
収録曲の内、トラック18の「おじいさんのデッキブラシ」は本編未使用曲だが、後年に発売された交響組曲版では演奏曲目として組み入れられている。
| #         | タイトル                     | 作詞      | 作曲      | 編曲       | 時間 |
| --------- | ---------------------------- | --------- | --------- | ---------- | ---- |
| 1.        | 「晴れた日に…」              |           | 久石譲    | 久石譲     | 2:16 |
| 2.        | 「旅立ち」                   |           | 久石譲    | 久石譲     | 2:54 |
| 3.        | 「海の見える街」             |           | 久石譲    | 久石譲     | 3:00 |
| 4.        | 「空とぶ宅急便」             |           | 久石譲    | 久石譲     | 2:09 |
| 5.        | 「パン屋の手伝い」           |           | 久石譲    | 久石譲     | 1:05 |
| 6.        | 「仕事はじめ」               |           | 久石譲    | 久石譲     | 2:15 |
| 7.        | 「身代わりジジ」             |           | 久石譲    | 久石譲     | 2:47 |
| 8.        | 「ジェフ」                   |           | 久石譲    | 久石譲     | 2:31 |
| 9.        | 「大忙しのキキ」             |           | 久石譲    | 久石譲     | 1:20 |
| 10.       | 「パーティーに間に合わない」 |           | 久石譲    | 久石譲     | 1:08 |
| 11.       | 「オソノさんのたのみ事…」    |           | 久石譲    | 久石譲     | 3:02 |
| 12.       | 「プロペラ自転車」           |           | 久石譲    | 久石譲     | 1:42 |
| 13.       | 「とべない!」                |           | 久石譲    | 久石譲     | 0:48 |
| 14.       | 「傷心のキキ」               |           | 久石譲    | 久石譲     | 1:11 |
| 15.       | 「ウルスラの小屋へ」         |           | 久石譲    | 久石譲     | 2:06 |
| 16.       | 「神秘なる絵」               |           | 久石譲    | 久石譲     | 2:22 |
| 17.       | 「暴飛行の自由の冒険号」     |           | 久石譲    | 久石譲     | 1:07 |
| 18.       | 「おじいさんのデッキブラシ」 |           | 久石譲    | 久石譲     | 2:00 |
| 19.       | 「デッキブラシでランデブー」 |           | 久石譲    | 久石譲     | 1:06 |
| 20.       | 「ルージュの伝言」           |           | 荒井由実  | 松任谷正隆 |      |
| 21.       | 「やさしさに包まれたなら」   |           | 荒井由実  | 松任谷正隆 |      |
| 合計時間: | 合計時間:                    | 合計時間: | 合計時間: | 36:49      |      |

### ドラマ編
1989年9月25日CD（22ATC-185~6）とカセットテープ（18AGC-2068~69）が徳間ジャパンコミュニケーションズから発売され、1996年11月21日（TKCA-71032）にCDが再発された。
収録曲
Disc-1
1. 旅立ち?海の見える街?
2. 空とぶ宅急便
3. キキとトンボ
4. 元気になれそう
5. ルージュの伝言
6. Bench The
7. P D
8. Surfin Shirt
9. New Mexico / A Go Go /
10. Surfin Shirt
11. New Mexico / A Go Go /
12. やさしさに包まれたなら

Disc-2
1. かあさんのホウキ
2. 渚のデイト
3. パン屋さんの窓
4. リリ-とジジ
5. 町の夜
6. 風の丘
7. ナンパ通り
8. 元気になれそう
9. 世界って広いわ

### ハイテックシリーズ
1989年12月21日にCD（30ATC-189）とカセットテープ（26AGC-2072）が徳間ジャパンコミュニケーションズから発売され、1996年11月21日（TKCA-71033）と2004年8月25日（TKCA-72743）にCDが再発された。
収録曲
1. かあさんのホウキ
2. 渚のデイト
3. パン屋さんの窓
4. リリーとジジ
5. 町の夜
6. 風の丘
7. ナンパ通り
8. 元気になれそう
9. 世界って広いわ

## 受賞歴
- 第13回日本アカデミー賞話題賞[35][36]
- 第44回毎日映画コンクールアニメーション映画賞[37]
- 第7回ゴールデングロス賞最優秀金賞、マネーメイキング監督賞、予告編コンクール賞[38]
- エランドール賞特別賞
- 第63回キネマ旬報ベスト・テン
  - 日本映画ベスト・テン第5位
  - 読者選出日本映画監督賞
  - 読者選出日本映画ベスト・テン第1位[39]
- 全国映連賞・作品賞・日本映画監督賞
- 文化庁優秀映画製作奨励金交付作品
- 米国のENTERTAINMENT・WEEKLY誌の1998年（平成10年）度ベストビデオ部門第1位に選出。
- 第12回アニメグランプリ（アニメージュ）作品賞第1位[40]

## 売上記録
（日本国内）
| 内容                                 | 記録 | 補足                      |
| ------------------------------------ | --- | ------------------------- |
| 興行収入                             | 約43億円 | 推測                      |
| 配給収入                             | 21.7億円 |                           |
| 動員                                 | 264万619人（77日間） |                           |
| 『イメージアルバム』                 | 4万本出荷（1989年〈平成元年〉発売のCA） 7.5万枚出荷（1989年〈平成元年〉発売のCD） 1万枚出荷（1996年〈平成8年〉発売の再発CD） 0.5万枚出荷（2004年〈平成16年〉発売の再々発CD）                                         |                           |
| 『サントラ音楽集』                   | 0.5万枚出荷（1989年〈平成元年〉発売のLP） 10万本出荷（1989年〈平成元年〉発売のCA） 24万枚出荷（1989年〈平成元年〉発売のCD） 6万枚出荷（1996年〈平成8年〉発売の再発CD） 1万枚出荷（2004年〈平成16年〉発売の再々発CD） |                           |
| 『ドラマ編』                         | 1.5万本出荷（1989年〈平成元年〉発売のCA） 3万枚出荷（1989年〈平成元年〉発売のCD） 0.5万枚（1996年〈平成8年〉発売の再発CD）                                                                                           |                           |
| 『ヴォーカルアルバム』               | 2万本出荷（1989年〈平成元年〉発売のCA） 6万枚出荷（1989年〈平成元年〉発売のCD） 1万枚出荷（1996年〈平成8年〉発売の再発CD） 0.5万枚出荷（2004年〈平成16年〉発売の再々発CD）                                           |                           |
| 『ハイテックシリーズ』               | 1.5万本出荷（1989年〈平成元年〉発売のCA） 4万枚出荷（1989年〈平成元年〉発売のCD） 0.5万枚出荷（1996年〈平成8年〉発売の再発CD） 0.5万枚出荷（2004年〈平成16年〉発売の再々発CD）                                       |                           |
| 『ヴォーカル編&カラオケ』            | 0.5万本出荷（1990年〈平成2年〉発売のCA） 1万枚出荷（1990年〈平成2年〉発売のCD） 1万枚出荷（1996年〈平成8年〉発売の再発CD）                                                                                           |                           |
| イメージソング『めぐる季節』         | 1万本出荷（1990年〈平成2年〉発売のシングルCA） 1.5万枚出荷（1990年〈平成2年〉発売のシングルCD） |                           |
| VHS・ベータ（徳間版）                | 15万本出荷 | 1995年（平成7年）9月時点  |
| VHS（ブエナビスタ版）                | 100万本出荷 | 2003年（平成15年）6月現在 |
| DVD（ブエナビスタ版、2枚組・特典付） | 30万枚出荷 | 2003年（平成15年）6月現在 |

## テレビ放送の視聴率
主に日本テレビの金曜ロードショーでおよそ2年に1度の頻度で放送されている。
| 回数 | 放送日                           | 視聴率 | 備考 |
| ---- | -------------------------------- | ------ | --- |
| 1    | 1990年（平成02年）10月05日（金） | 24.4%  | |
| 2    | 1992年（平成04年）04月03日（金） | 21.5%  | 金曜ロードショー1000回記念特集 第1弾                                                                               |
| 3    | 1994年（平成06年）01月02日（日） | 20.5％ | 新春アニメスペシャル                                                                                               |
| 4    | 1995年（平成07年）07月14日（金） | 19.2%  | 「金曜特別ロードショー」として放送。ただし、前半の解説と番組エンドカードでは、「金曜ロードショー」と表記していた。 |
| 5    | 1997年（平成09年）07月11日（金） | 21.6%  | |
| 6    | 1999年（平成11年）07月16日（金） | 19.4%  | |
| 7    | 2001年（平成13年）07月06日（金） | 20.0%  | |
| 8    | 2003年（平成15年）07月25日（金） | 22.8%  | |
| 9    | 2005年（平成17年）09月16日（金） | 14.7%  | |
| 10   | 2007年（平成19年）07月13日（金） | 14.9%  | |
| 11   | 2009年（平成21年）07月31日（金） | 13.7%  | |
| 12   | 2011年（平成23年）07月08日（金） | 13.5%  | |
| 13   | 2016年（平成28年）01月22日（金） | 18.8%  | |
| 14   | 2018年（平成30年）01月05日（金） | 12.5%  | |
| 15   | 2020年（令和02年）03月27日（金） | 12.9%  | |
| 16   | 2022年（令和04年）04月29日（金） | 10.1%  | |
| 17   | 2024年（令和06年）03月22日（金） | 9.9%   | |

## 協賛
ヤマト運輸
1988年（昭和63年）3月20日の「制作発表記者会見」では角野、宮崎らとともに徳間書店、ヤマト運輸の両社長も席を並べた。ヤマト運輸は全国の営業所・取扱店にチラシ・ポスター・割引鑑賞券をおきグッズプレゼントなどのPRを行い、1989年（平成元年）7月 - 12月にはテレビCMや雑誌・新聞広告で大規模なキャンペーンを実施。また、キャラクターを印刷したダンボール箱やビニール袋を配布した。
同社のトレードマークのクロネコは子連れであるが、ジジもエンディングでは子連れ（黒猫）でほうきに乗っていた。

## 補足
- 英語版エンディングでディズニー版のジジ役を務めたフィル・ハートマンに対する追悼シーンが存在する。
- キキの実家の玄関横に打ち付けてある看板の文面、フクオが作った届け物受付の飾りの文面、キキが両親に宛てて送った手紙の文面は全て日本語で記載されているがこれは「設定として視聴者に理解させる為に日本語で記載されている」だけであり、作中においては舞台となる当該国語で記載されていることになっている[要出典]。
- エンディング間近のシーンで人ごみの中に宮崎が登場している。これはパンフレットにも書かれている。
- スタジオジブリ作品には複数のレイアウト画が残されているが、この作品に限っては冒頭でキキがラジオを聴きながら寝転がっている顔のアップのシーン1カット分1枚しか現存が確認されていない。
- 背景のスタッフだった神山健治の担当シーンは、ニシンのパイを薪を使って焼くキッチンのシーンの窯の辺りと、キキがケーキをお婆さんにもらって涙ぐむシーンの書斎の辺り。
- 初回の劇場公開当時、映像は35mmフィルム、音声トラックはドルビーステレオ（4chサラウンド）で上映された。
- 配給をハンドリングした岡田茂東映社長は[46]、1990年8月のインタビューで「徳間康快も徳間さんと組んだ宮崎駿も狂気が内在しているんだね。宮崎君は始め東映動画にいて暴れまくっとったんだが、天才というのは会社という器に収まり切れんわね。結果飛び出して独立して苦労もしたようだけど、宮崎君の狂気が『魔女の宅急便』で見事結実したということじゃないの。映画製作はなんたってパッションだからな。黒澤明監督だって、彼の作品には客が殺到していたんだが『夢』にはそういう狂気が失われたから客の入りがよくないんだよ。どうしても今欲しいのは狂気を発する教祖サマなんだよ。教祖サマが出て来ないと映画の流れ変えるほどの大ヒット作品生まれないわね」などと述べていた[46]。
- 佐久間レイは当初おソノ役のオーディションを受けていたが、成り行きでジジ役のオーディションも受けることになり、結果として同役にキャスティングされることになったという経緯がある[47]。

### 映画内容以外
- 劇中音楽の一曲である「空とぶ宅急便」の一部（サントラ収録での使用部分の時間で言うと24秒から54秒までの部分）が宮崎県宮崎市にある「なんじゃこりゃ大福」で知られる菓子店「お菓子の日高」のラジオCMのBGMとして使われている。主にFM宮崎で流れている。

## 登録商標について
スタジオジブリが劇場映画をもとに『魔女の宅急便』の商標（第2462634号,第4405430号,第4700078号）を取得しているが、主にキャラクタービジネスを意図して刊行物や様々な商品につけられる商標である。完成した映画名がもとになって登録が認められたもので、日本では「映画の題名」自体には商標権を設定できない。ヤマト運輸の宅急便とは、指定商品又は指定役務（サービス）の範囲が異なる。

## 舞台作品
2016年12月8日から2017年1月8日にかけてイギリス、ロンドンにあるサザーク・プレイハウスで上演。監督ケイティ・ヒューイット、脚色ジェシカ・シアン。わずか8カ月後に再演され、2017年8月10日から9月3日にかけて上映された。

## 関連商品

### 作品本編に関するもの
映像ソフト
- 魔女の宅急便 VHS - 徳間書店/徳間ジャパン/徳間コミュニケーションズ TKVO-60022（1990年1月1日）
- 魔女の宅急便 Beta - 徳間書店/徳間ジャパン/徳間コミュニケーションズ TKUO-60022（1990年1月1日）
- 魔女の宅急便 LD - 徳間書店/徳間ジャパン/徳間コミュニケーションズ TKLO-50001（1990年1月25日）
- 魔女の宅急便 VHS ブエナ ビスタ ホーム エンターテイメント（1997年11月21日）
- 魔女の宅急便 DVD ブエナ ビスタ ホーム エンターテイメント（2001年6月8日）
  - DVD（宮崎駿監督作品集） - ウォルト・ディズニー・スタジオ・ジャパン （2014年7月2日）

- 魔女の宅急便 Blu-ray Disc - ウォルト・ディズニー・スタジオ・ジャパン（2012年12月5日）
  - Blu-ray Disc（宮崎駿監督作品集） - ウォルト・ディズニー・スタジオ・ジャパン （2014年7月2日）

出版
- 『魔女の宅急便』徳間書店〈徳間アニメ絵本6〉、1989年9月30日。ISBN 4-19-364057-4。
- 『元気になれそう 映画「魔女の宅急便」より』徳間書店、1989年7月31日。ISBN 4-19-363994-0。
  - 映画の製作に当たり、音楽担当の久石に曲を作ってもらう為、宮崎がそれぞれの場面をイメージして書いた詩を一部編集し、作画スタッフが描いたイメージボードを挿絵として加えた物。

- 『アニメージュ特別編集ガイドブック「魔女の宅急便」』アニメージュ編集部 編さん、徳間書店、1989年8月30日。
- 『ジブリロマンアルバム・魔女の宅急便 メモリアルコレクション』アニメージュ編集部 編さん、徳間書店、1989年10月25日。ISBN 4-19-729100-0。
- 『THE ART OF Kiki's Delivery Servic e』アニメージュ編集部 編さん、徳間書店〈ジブリTHE ARTシリーズ〉、1989年11月30日。ISBN 4-19-819110-7。
- 『魔女の宅急便 絵コンテ集』ロマンアルバム特別編集、徳間書店、1989年11月30日。ISBN 4-19-729110-8。
  - 『魔女の宅急便』徳間書店〈スタジオジブリ絵コンテ全集5〉、2001年7月26日。ISBN 4-19-861395-8。

- 『スタジオジブリ作品関連資料集 型録Ⅲ 魔女の宅急便・おもひでぽろぽろ』スタジオジブリ責任編集、徳間書店〈ジブリTHE ARTシリーズ〉、1996年10月31日。ISBN 4-19-860596-3。
- 魔女の宅急便―フィルムコミック（1）（各・徳間書店、1989年9月30日）ISBN 4-19-779092-9
- 魔女の宅急便―フィルムコミック（2）（1989年9月30日）ISBN 4-19-779093-7
- 魔女の宅急便―フィルムコミック（3）（1989年10月25日）ISBN 4-19-779100-3
- 魔女の宅急便―フィルムコミック（4）（1989年10月25日）ISBN 4-19-779101-1
- 魔女の宅急便（THIS IS ANIMATION）（小学館、1989年9月、増訂版・2005年12月）ISBN 4-09-103804-2
- ジブリの教科書5 魔女の宅急便（文春ジブリ文庫：スタジオジブリ編、文藝春秋、2013年12月10日）ISBN 978-4-16-812004-6
- シネマコミック5 魔女の宅急便（文春ジブリ文庫：スタジオジブリ編、文藝春秋、2014年1月10日）ISBN 978-4-16-812104-3
- 子どもりょうり絵本：ジブリの食卓 魔女の宅急便（スタジオジブリ監修、主婦の友社編著、2024年4月）ISBN 978-4-07-456616-7

音楽
- 親子で歌うボーカル・レッスン・カラオケ めぐる季節 徳間ジャパンコミュニケーションズ（〈再発版CD/2004年10月27日〉TKCA-72757〈オリジナル盤/1990年6月25日〉）
- 元気になれそう 映画「魔女の宅急便」より（CD・非売品）
  - 上記の「元気になれそう」をキキの声優である高山がキキの声で朗読した物。一般販売はされず、『アニメージュ』の全員プレゼント企画で頒布された。

- スタジオジブリ 宮崎駿&久石譲 サントラBOX [Box set, Limited Edition] (CD) 徳間ジャパンコミュニケーションズ（2014年7月16日）
  - 映画本編のサウンドトラックと、「元気になれそう」が再録されている。